# Herb Kołobrzegu
Herb Kołobrzegu – jeden z symboli miasta Kołobrzeg w postaci herbu.

## Wygląd

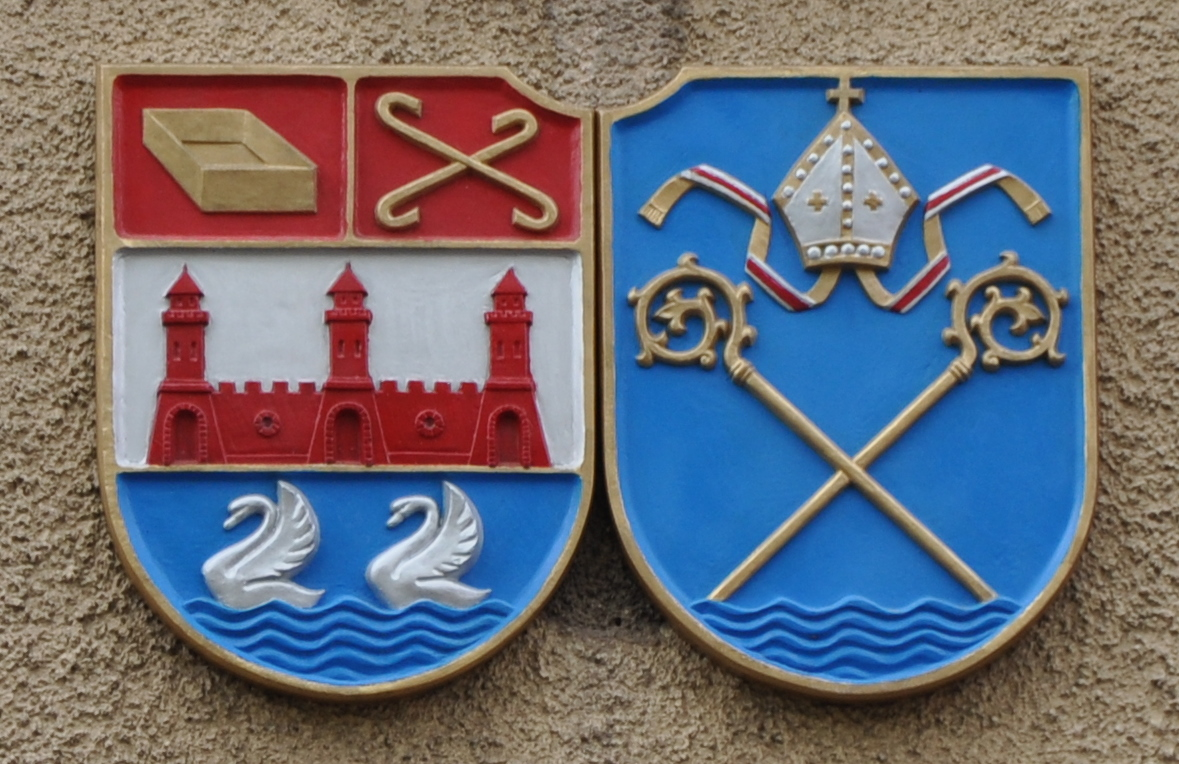
Wersja dwutarczowa herbu umieszczona nad wejściem do siedziby urzędu miasta

Herb przedstawia na tarczy dwudzielnej w słup po heraldycznie lewej stronie srebrną mitrę biskupią z biało-czerwonymi wstęgami na niebieskim tle, pod nią dwa ukośnie skrzyżowane pastorały zanurzone w wodzie. Heraldycznie prawa strona podzielona na trzy pola: górne czerwone podzielone w słup, w części lewej złote ukośnie skrzyżowane haki, w części prawej złota panew, pole środkowe srebrne, na nim czerwona średniowieczna architektura obronna, w której wyróżniają się trzy bramy, pole dolne niebieskie, na nim srebrne pływające wśród fal łabędzie. Oba pola herbu łączy dolna cześć, na której umieszczono morskie fale.
Dozwolone jest także używanie herbu dwutarczowego. Tarcza lewa: na niebieskim polu srebrna mitra biskupia z biało-czerwonymi wstęgami, pod nią dwa ukośnie skrzyżowane pastorały zanurzone w wodzie. Tarcza prawa: podzielona na trzy pola: górne czerwone podzielone w słup, w części lewej złote ukośnie skrzyżowane haki, w części prawej złota panew, pole środkowe srebrne, na nim czerwona średniowieczna architektura obronna, w której wyróżniają się trzy bramy, pole dolne niebieskie, na nim srebrne pływające wśród fal łabędzie.

## Symbolika
Narzędzia przedstawione w górnej części herbu wskazują na rozwój średniowiecznego miasta oraz sztukę warzenia soli, a także sól jako symbol zamożności Kołobrzegu. Mury z wieżami przedstawiają miasto jako twierdzę i port. Dwa płynące łabędzie to symbol kołobrzeskich żeglarzy i kupców, sięgający czasów średniowiecza, kiedy miasto czerpało duże korzyści i bogaciło się za sprawą swojego portu i handlu morskiego.

## Historia
Miasto najczęściej używało herbu, który przedstawiał dwa skrzyżowane pastorały ponad falami morza, nad którymi wznosiła się mitra biskupia. Zachowało się szereg pieczęci z takim wizerunkiem, począwszy od XIV wieku. Kołobrzeg do 1534 roku, do wprowadzenia religii protestanckiej przez Gryfitów, należał do domeny biskupów kamieńskich, co zostało odzwierciedlone w herbie.
Drugim herbem wprowadzonym w 1653 roku była tarcza herbowa podzielona trójdzielnie w pas, gdzie pole górne dodatkowo podzielono w słup. Górne podzielone pole zawierało panew i dwa haki, środkowa baszty, a dolne dwa łabędzie. Od tego czasu herb stanowił połączenie obu herbów na jednej tarczy lub na dwóch osobnych.

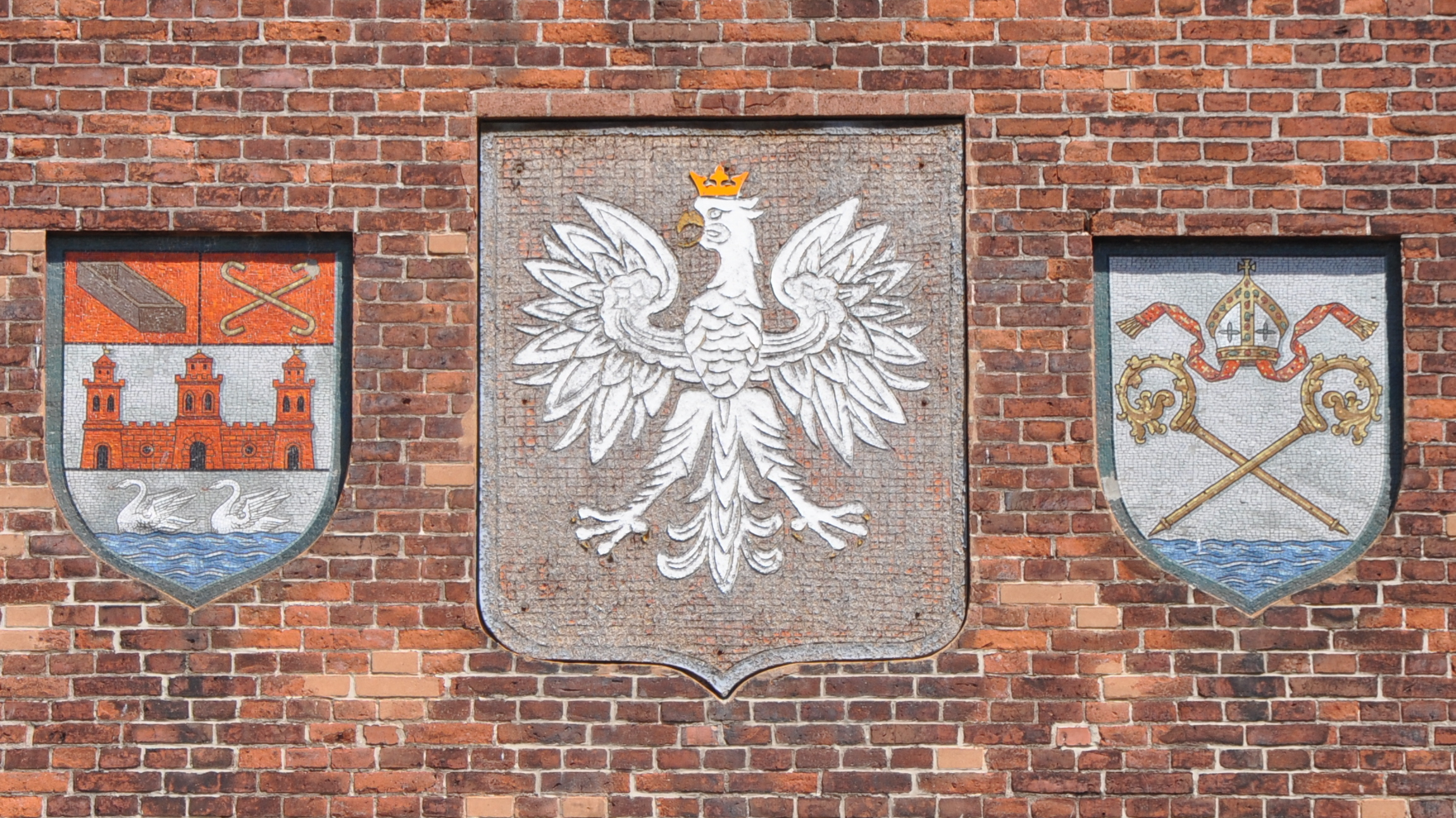
Herby na wieży ratusza
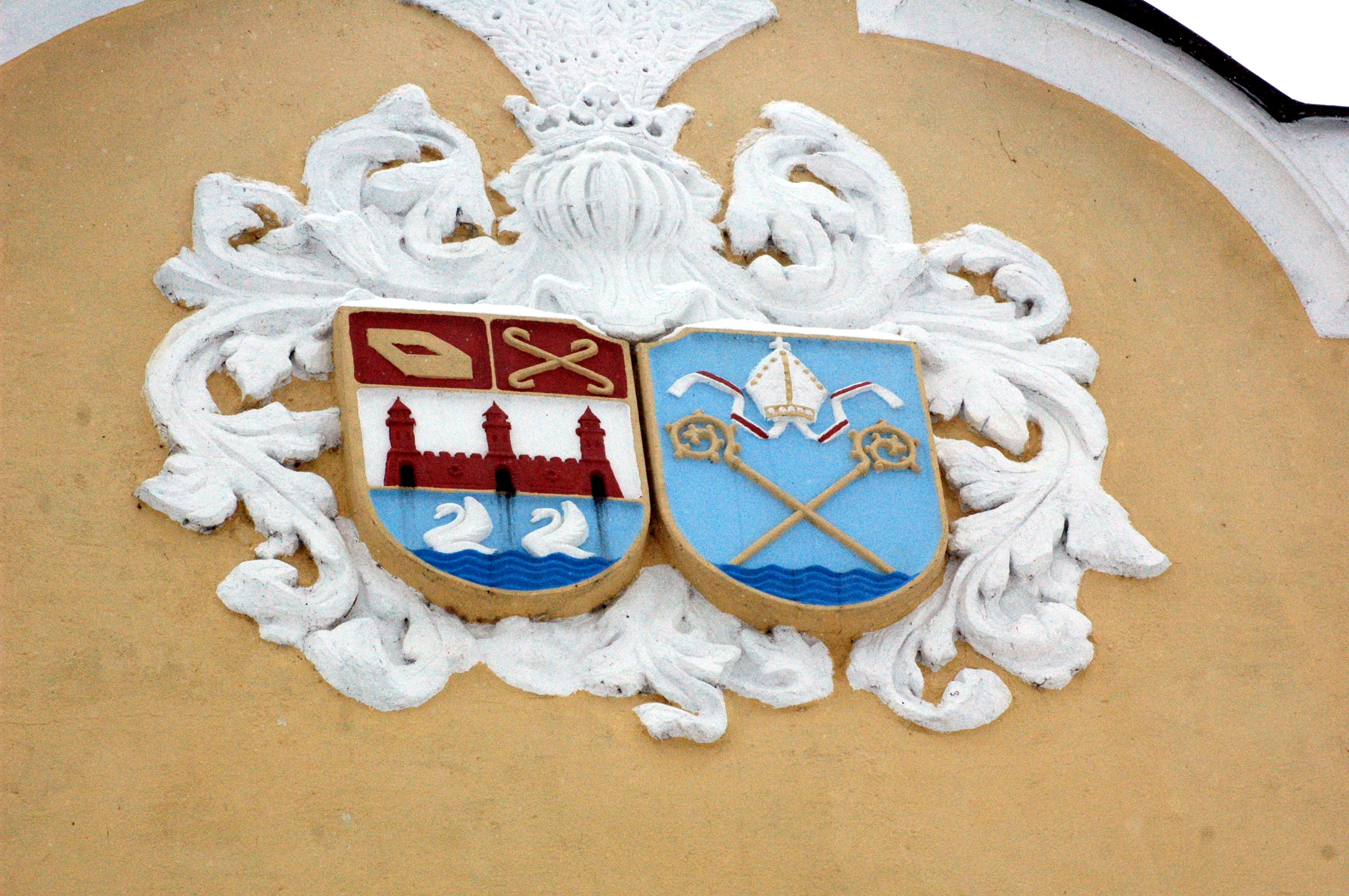
Herby na budynku szkoły muzycznej
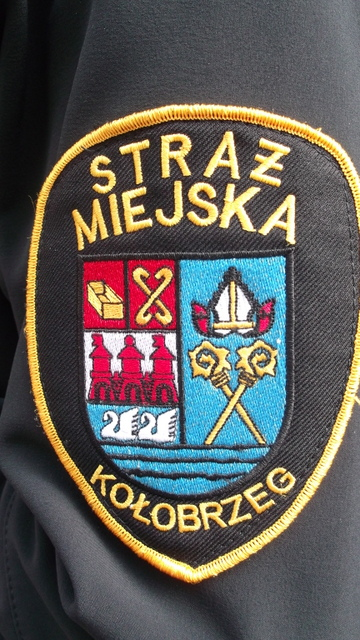
Herb na plakiecie straży miejskiej